# El secret d'una dona
 El secret d'una dona (original: A Woman's Secret) és una pel·lícula estatunidenca dirigida per Nicholas Ray, estrenada el 1949 i doblada al català.

## Argument
Susan Caldwell, jove cantant és víctima del que sembla una temptativa d'homicidi. Marian Washburn, la seva professora i mànager, antiga cantant que havia perdut la veu, reconeix la temptativa d'homicidi: hauria intentat matar-la, ja que aquesta volia posar un final a la seva carrera, cosa que no podia suportar. Però aquesta versió no convenç tot el món.

## Al voltant de la pel·lícula
- «Va ser una gran decepció, no volia fer-la. Anava a fer la meva segona pel·lícula i Dore Schary em va proposar aquesta. Vaig llegir el guió i li vaig dir: «No Daura, no, t'ho prego, no pots fer una pel·lícula com aquesta». I em va respondre: «Crec que tens raó». Vaig sortir del seu despatx molt alleujat. Havia acabat la meva primera pel·lícula i no necessitava fer aquella. Algun temps més tard, després d'un període de vacances, Dore Schary em va trucar per telèfon. Sentia per a ell un reconeixement sense barreja. També quan va preguntar per mi: «A punt per reprendre-la?», vaig respondre «d'acord! Tot el que vulguis». La resposta no es va fer esperar... Va ser per a mi una experiència molt dura». (Nicholas Ray - Jean Wagner - Rivages Cinema)

## Repartiment
- Maureen O'Hara: Marian Washburn
- Melvyn Douglas: Luke Jordan
- Gloria Grahame: Susan Caldwell, cantant sota el nom d'Estrellita
- Bill Williams: Lee Crenshaw
- Victor Jory: Brook Matthews
- Mary Philips: Senyora Mary Fowler, la dona de Jim, detectiu aficionat
- Jay C. Flippen: L'inspector de policia Jim Fowler
- Robert Warwick: Roberts
- Curt Conway: El doctor
- Ann Shoemaker: Senyora Matthews, la mare de Brook
- Virginia Farmer: Mollie, la minyona de Marian
- Ellen Corby: La infermera
- Emory Parnell: El tinent de policia a la comissaria
- Raymond Salt: El doctor Ferris
- George Douglas: un policia
- Tom Coleman: un policia
- Guy Beach: un policia
- Contantin Bakaleinikoff: el director d'orquestra de la sessió de gravació
- Conrad Binyon: Tommy, el jove missatger